# Атлантичний ліс
16°30′ пд. ш. 39°15′ зх. д. / 16.5° пд. ш. 39.25° зх. д.

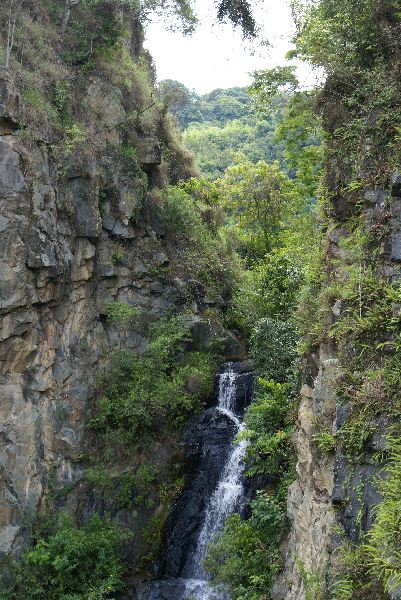
Вологий араукарієвий ліс біля Куритиби (Парана)

Атлантичний ліс (порт. Mata Atlântica) — регіон тропічних та субтропічних дощових лісів, тропічного сухого лісу, тропічних саван та мангрових лісів, який тягнеться уздовж Атлантичного узбережжя Бразилії від Ріу-Гранді-ду-Норті на півночі до Ріу-Гранді-ду-Сул на півдні, та заходять углиб країни до кордонів за Парагваєм та ангентинською провінцією Місьйонес.
Атлантичний ліс має екорегіони в наступних категоріях біом: тропічні та субтропічні дощові ліси, тропічні та субтропічні сухі ліси, тропічні і субтропічні луки, савани та чагарники, і мангрові ліси. Атлантичний ліс характеризується високим видовим розмаїттям та ендемізмом
До пришестя європейців (іспанців і португальців) регіон виглядав як великі незаймані ліси, малонаселені індіанськими племенами. Нині сильно постраждав від вирубки лісів під будівництво житла (мегаполісів і міст) і ведення сільського господарства (скотарство, вирощування кави тощо). На 1500 рік терен атлантичного лісу сягав 1 290 692,46 км² — 15 % бразильської території. На початок XXI сторіччя відносно недоторканими зберігаються лише 95 000 км², тобто скорочення становило 92,6 %.